# 日本联合半导体
日本联合半导体有限公司 （英語： United Semiconductor Japan Co., Ltd.，简称：USJC）是一家晶圓代工专业制造商，总部位于日本三重县桑名市，為300mm晶圓的半导体制造厂。母公司為台湾聯華電子 （全球第二大晶圆代工公司）。

## 概述
其前身三重富士通半导体是富士通半导体与台灣联华电子（聯電）的合资企业。
作为制造基地的三重工厂自 1984 年开始运营以来，一直从事尖端存储器和其他产品的开发和量产。
2019年10月，公司名称由三重富士通半导体变更为日本联合半导体，成立为联电全资子公司。 USJC的总公司将新设在神奈川县横滨市，生产基地仍保留在三重县桑名市。
三重工厂生产的半导体被称为“桑名半导体”（日语：桑名発の半導体）。

## 三重工厂的特征
|            | B1棟                   | B2棟                   |
| ---------- | ---------------------- | ---------------------- |
| 開始營運   | 2005年                 | 2007年                 |
| 總面積     | 38,000m2               | 80,000m2               |
| 無塵室面積 | 17,000m2               | 30,000m2               |
| 製程技術   | 40nm, 55nm, 65nm, 90nm | 40nm, 55nm, 65nm, 90nm |
| 製造能力   | 約38,400枚/月          | 約38,400枚/月          |

- 日本最大的逻辑制造能力
- 车载闪存微控制器、 LCD驱动器、 RF设备、以电源IC等专业技术为特色的晶圓代工廠（Foundry）
- 经验丰富的工程师和先进的工艺移植技术
- 车内品质， BCM兼容

## 历史
- 1984年 开设富士通三重工厂
- 1992年 为世界第一台超级计算机开发了CMOS LSI
- 2003年 开始90nmCu多层布线工艺量产
- 2004年 在富士通三重工厂建造了世界上第一个混合式隔震结构的 300mm 晶圆新厂房。
- 2006年 富士通三重工厂300mm晶圆第2厂房竣工
- 2008年 分拆富士通LSI事业部成立富士通微电子有限公司
- 2010年 公司名称变更为富士通半导体有限公司开始為K 计算机制造半导体芯片
- 2013年 开始量产使用DDC晶体管的产品
- 2014年 成立三重富士通半导体有限公司。
- 2015年 建成40nm制程生产线，全面采用全球首创旋流诱导分层空调[1]
- 2016年 取得品質管理系統（ISO9001:2015）认证 获得汽车行业质量管理体系认证（IATF16949:2016）
- 2019年 获得环境管理体系（ISO14001:2015）认证。公司名称变更为 United Semiconductor Japan Co., Ltd.
- 2020年 资讯安全管理系统（ISO/ICE 27001:2013）认证
- 2021年 取得业务连续性管理体系（ISO22301:2019）认证[2]
- 2022年 与电装合作生产车载功率半导体[3]
- 2022年 职业安全健康管理体系（ISO45001:2018）认证

## 脚注
1. ↑  . Takasago Thermo.   [2022年12月28日]. （原始内容存档于2023年3月22日）.
2. ↑  . USJC.   [2022年12月28日]. （原始内容存档于2023年3月28日）.
3. ↑  . USJC.   [2023年2月8日]. （原始内容存档于2023年3月28日）.